# Gare de Guillerval
La gare de Guillerval est une halte ferroviaire française de la ligne de Paris-Austerlitz à Bordeaux-Saint-Jean, située sur le territoire de la commune de Guillerval, dans le département de l'Essonne, en région Île-de-France.
C'est une halte de la Société nationale des chemins de fer français (SNCF) desservie par les trains du réseau TER Centre-Val de Loire.

## Situation ferroviaire
Établie à 143 m d'altitude, la gare de Guillerval est située au point kilométrique (PK) 66,205 de la ligne de Paris-Austerlitz à Bordeaux-Saint-Jean, entre les gares d'Étampes et Monnerville.
Située sur le plateau de la Beauce, la gare est au sommet d'une rampe de 8 ‰ de 7 km au départ d'Étampes dans la vallée de la Juine, la plus pentue de la ligne de Paris à Orléans qui était un passage difficile à l'époque de la traction à vapeur, particulièrement au cours des premières décennies qui ont suivi l'ouverture de la ligne.

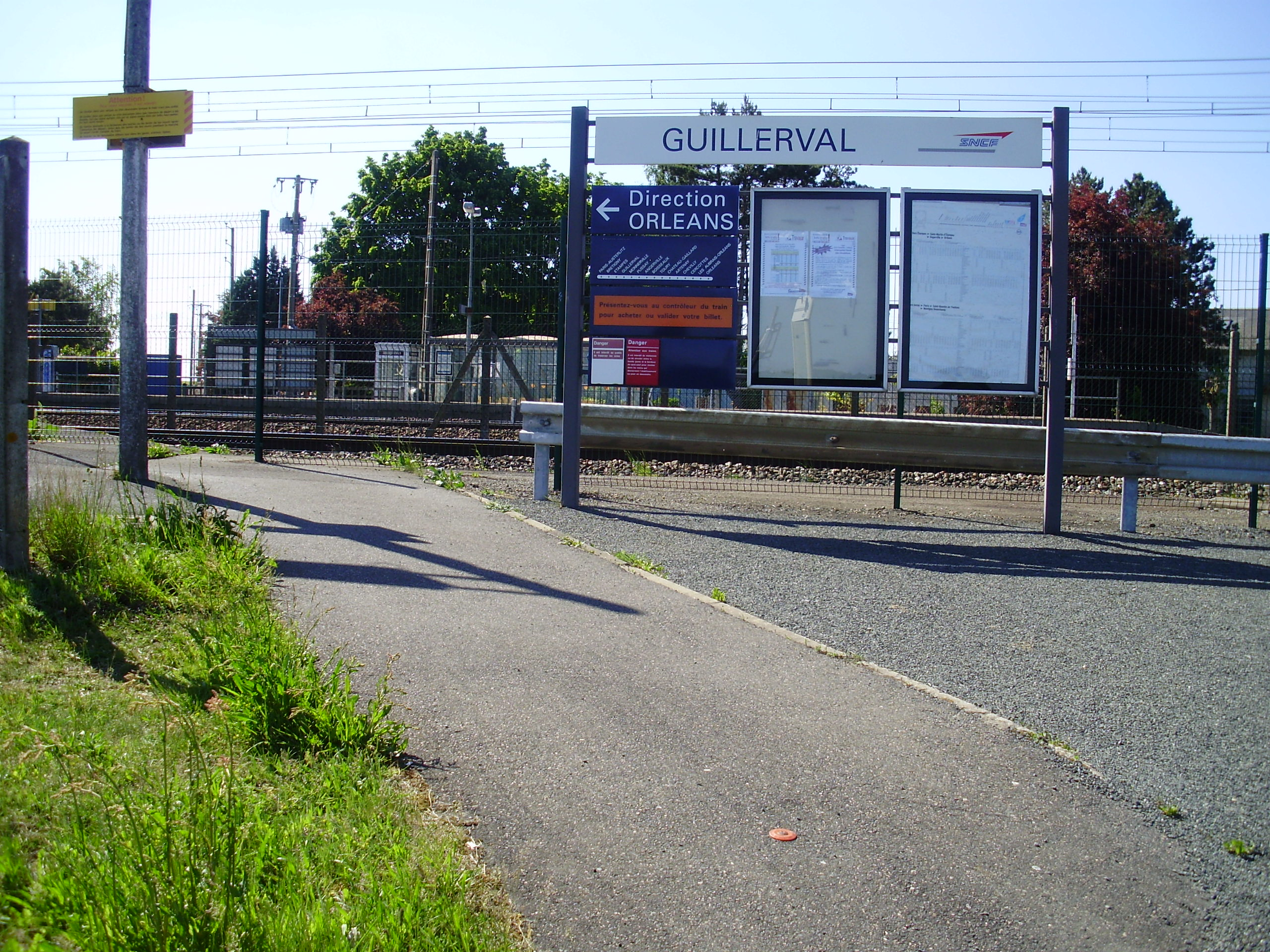
Entrée direction Orléans.

## Histoire

### Fréquentation
Selon les estimations de la SNCF, la fréquentation annuelle de la gare figure dans le tableau ci-dessous.
| Année               | 2015   | 2016   | 2017   | 2018   | 2019   | 2020   | 2021   | 2022   | 2023   | 2024   |
| ------------------- | ------ | ------ | ------ | ------ | ------ | ------ | ------ | ------ | ------ | ------ |
| Nombre de voyageurs | 18 006 | 18 296 | 20 966 | 20 628 | 20 584 | 11 258 | 13 632 | 17 002 | 18 093 | 19 953 |

## Service des voyageurs

### Accueil
Elle est équipée de deux quais latéraux encadrant trois voies. Le changement de quai se fait par le passage sous le pont ferroviaire, situé à proximité.

### Desserte
La gare est desservie par des trains du réseau TER Centre-Val de Loire (ligne Paris – Orléans), à raison de six allers et quatre retours du lundi au vendredi, de quatre allers et trois retours le samedi et de trois allers et deux retours les dimanches et jours fériés. Les trajets sont assurés par des rames tractées. Le temps de trajet est d'environ 40 minutes depuis Paris-Austerlitz et 55 minutes depuis Orléans.

### Intermodalité
La gare ne dispose d'aucune correspondance avec des lignes de bus.

## Galerie de photographies

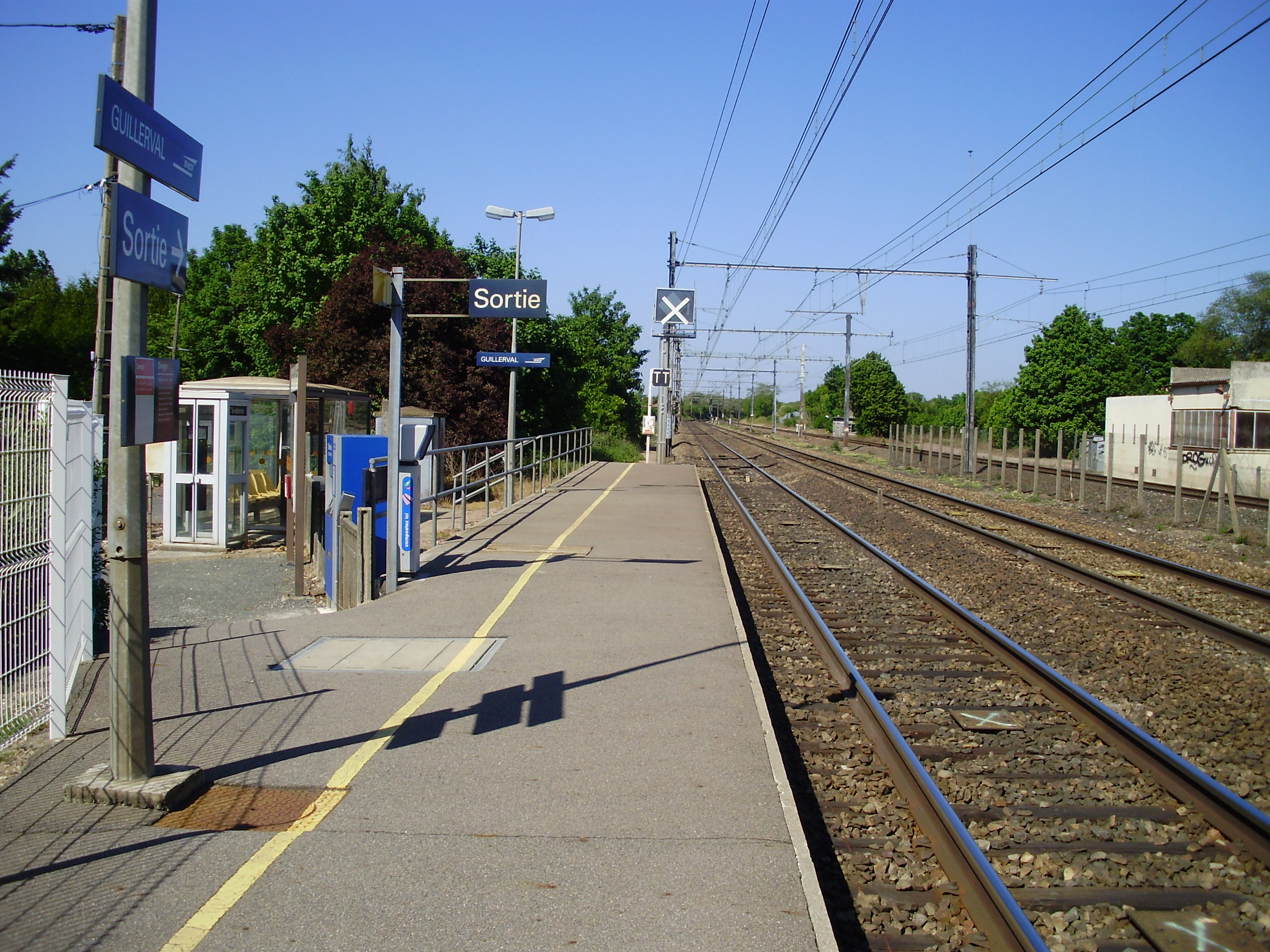
Vue vers Paris.
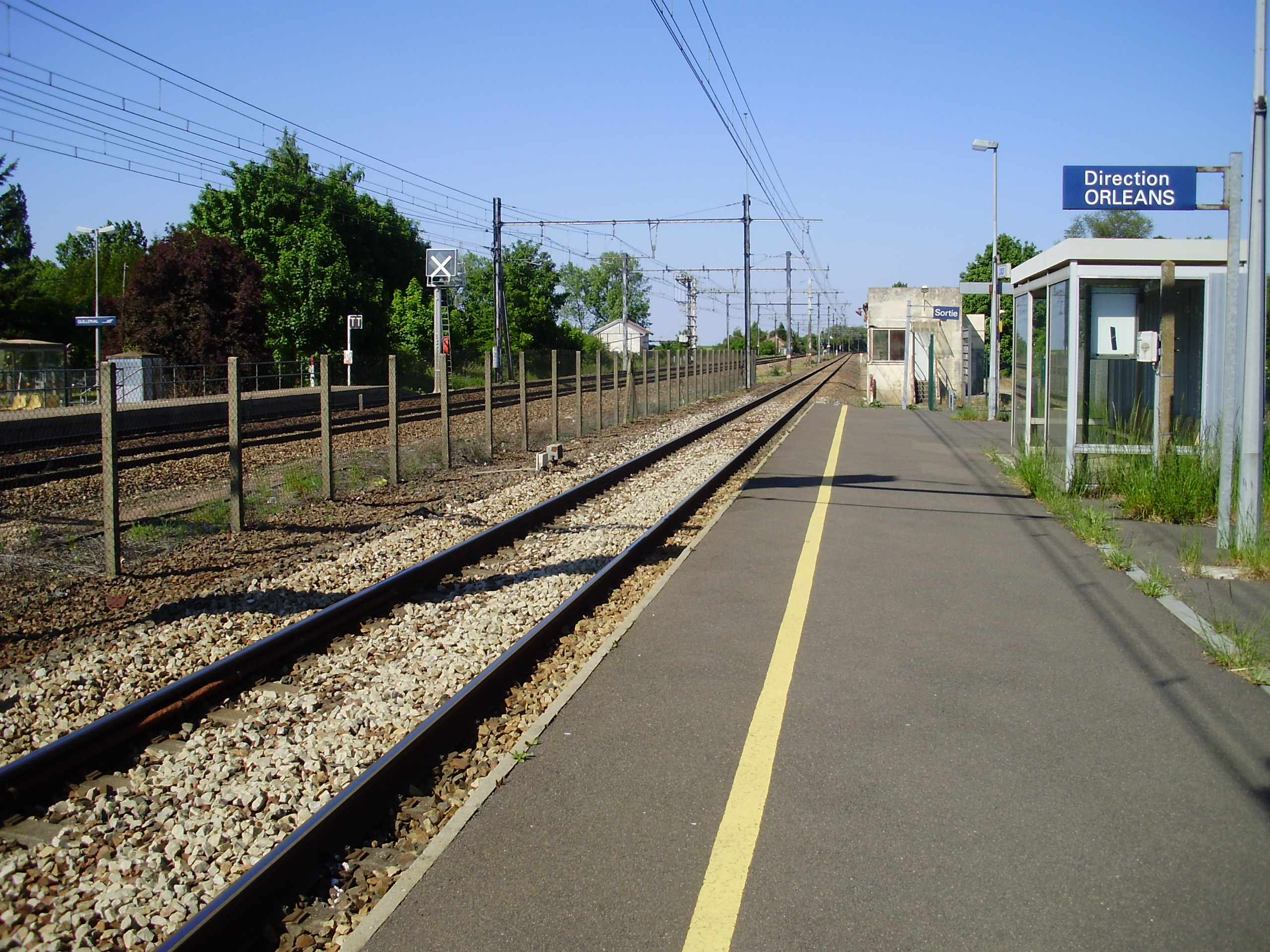
Vue vers Orléans.
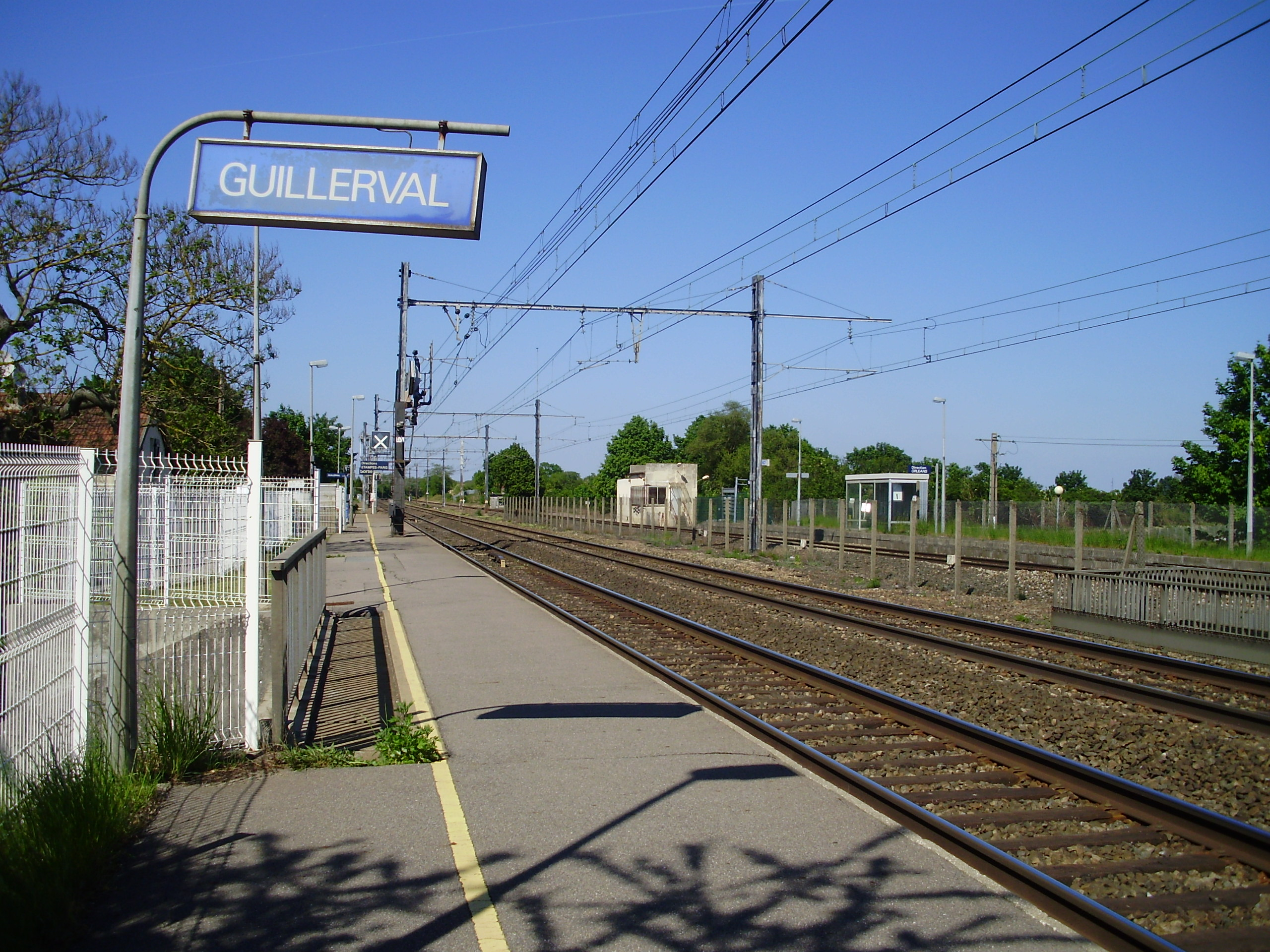
Panneau indiquant le nom de la gare.